# Pla de les Palmeres
El Pla de les Palmeres és una plana a cavall dels termes municipals de Castellet i la Gornal (Alt Penedès) i de Vilanova i la Geltrú (Garraf). Hi passa el camí que du de la Talaia fins al puig de l'Àliga. L'indret és abundant en margalló i donà lloc al mil·lenari topònim ipso bargallone, que separava els termes dels castells d'Olèrdola, Castellet i Ribes.